# Thousand Oaks, Kalifornija
Thousand Oaks (doslovce: Tisuću hrastova) grad je u američkoj saveznoj državi Kaliforniji, u okrugu Ventura. Prema službenoj procjeni iz 2009. godine ima 128.564 stanovnika, čime je drugi po brojnosti grad okruga, iza Oxnarda. Leži na prometnici 34 (Ventura Freeway), u blizini gradova Agoura Hills, Simi Valley, Moorpark, Camarillo i Oxnard. Pacifička je obala udaljena 15, a Los Angeles 55 km.
Grad je dobio ime prema hrastovim šumama u ovom području. U potpunosti je "planirani grad", izgrađen od strane tvrtke Janss Investment Company početkom druge polovice 20. stoljeća.

## Poznati stanovnici
Zbog blizine Hollywooda, brojni filmski glumci žive ili su živjeli u Thousand Oaksu. Neki od najpoznatijih stanovnika grada su:
- Amanda Bynes, glumica
- Colbie Caillat, kantautorica
- Belinda Carlisle, pjevačica
- Ellen DeGeneres, televizijska voditeljica
- Wayne Gretzky, hokejaš
- Marion Jones, atletičarka
- Jack Kirby, autor stripa X-Men
- Alan Ladd, glumac
- Heather Locklear, glumica
- Sophia Loren, glumica
- Dean Martin, pjevač, glumac i zabavljač
- Marilyn Monroe, glumica, pjevačica, model i pop-ikona
- Heather Morris, glumica, pjevačica i plesačica
- Mickey Rooney, glumac i zabavljač
- Kurt Russell, glumac
- Tom Selleck, glumac
- Will Smith, glumac
- Britney Spears, pjevačica
- Sylvester Stallone, glumac
- Donna Summer, pjevačica
- Christian Yelich, američki igrač bejzbola

## Vanjske poveznice
- Službena stranica (engl.)

### Ostali projekti
|  | Zajednički poslužitelj ima još gradiva o temi Thousand Oaks, Kalifornija |